# Festuca argentina
Festuca argentina är en gräsart som först beskrevs av Carlos Luis Spegazzini, och fick sitt nu gällande namn av Parodi. Festuca argentina ingår i släktet svinglar, och familjen gräs. Inga underarter finns listade i Catalogue of Life.